# سلیمان فرنجیه
سلیمان فرنجیه (عربی: سلیمان فرنجیة؛ ۱۵ ژوئن ۱۹۱۰ – ۲۳ ژوئیهٔ ۱۹۹۲) سیاستمدار مارونی و از ۲۲ سپتامبر ۱۹۷۰ تا ۲۲ سپتامبر ۱۹۷۶ رئیس‌جمهور لبنان بود.